# Dorian Motor Company
Dorian Motor Company war ein britischer Hersteller von Automobilen.

## Unternehmensgeschichte
Brian Doran gründete 1986 zusammen mit seinem Sohn Martin das Unternehmen. Sie begannen mit der Produktion von Automobilen und Kits. Der Markenname lautete Dorian. 1988 endete die Produktion zunächst. Neil Duncan versuchte 1990, die Produktion fortzusetzen. Insgesamt entstanden etwa 80 Exemplare.

## Fahrzeuge
Das einzige Modell war der SS. Es war das Nachfolgemodell des Burlington SS von der Burlington Motor Company. Auf ein Fahrgestell wurde eine zweisitzige Roadster-Karosserie montiert, die den Fahrzeugen der Morgan Motor Company ähnelte. Verschiedene Vierzylindermotor von Triumph, Ford Escort, MG B und Morris Marina trieben die Fahrzeuge an.
Ein Fahrzeug wurde 2017 für 2420 Pfund Sterling versteigert.